# 库拉湾海战
库拉湾海战（Battle of Kula Gulf，1943年7月6日）是一场发生于科隆班加拉水域，在日本和美国舰队之间爆发的海战。

## 背景
1943年7月，所罗门群岛战事愈发激烈。盟军在新乔治亚群岛中的伦多瓦岛登陆后，开始准备下一轮对新乔治亚岛的进攻行动。为支援陆军的登陆行动，3艘轻巡洋舰和4艘驱逐舰组成第36.1特混编队，在沃尔登·安斯沃思少将的指挥下于7月4日对科隆班加拉岛和新乔治亚岛的日军设施进行了炮击。
随后编队计划前往珊瑚海补给油料和弹药。然而在7月5日，美军接到情报，新的一支东京快车运输队正在经铁底湾南下。安斯沃思奉命北上，在新乔治亚岛附近拦截日本舰队。

## 战斗经过
日本舰队由3艘驱逐舰和7艘运输驱逐舰组成，指挥官为秋山辉男少将，计划运载2,600名官兵增援科隆班加拉。7月6日凌晨1时06分，美军编队与日本舰队在科隆班加拉海域遭遇。1时57分，美军编队开火，在21分钟内共发射了612发炮弹，迅速击沉了日军旗舰新月号。秋山少将阵亡。2艘日本驱逐舰随后发射鱼雷。其中3枚鱼雷击中海伦娜号巡洋舰，造成海伦娜号大量进水并开始下沉。双方随后开始撤出战场，留下少数驱逐舰以营救落水舰员。5时左右，日本的天雾号和美国的尼克拉号驱逐舰（DD-449）再度交火。天雾号受创后退出战斗。
7艘日本运输驱逐舰接到战斗报告后即停止卸载，立即返航。期间初雪号受损，長月號搁浅，运载的2,600名陆军官兵中仅有850人上岛。搁浅的长月号于次日被美国飞机击沉。

## 后事
美国驱逐舰拉德弗德号（DD-446）和尼克拉号共救起了超过750名海伦娜号的落水官兵，并因此获得了美國總統部隊嘉獎荣誉。